# Кіпр на літніх Олімпійських іграх 2020
Кіпр на літніх Олімпійських іграх 2020 представляли п'ятнадцять спортсменів у шести видах спорту.